# 莱什罗勒
莱什罗勒（法語：Lescherolles，法語發音：[lɛʃʁɔl] ⓘ）是法国塞纳-马恩省的一个市镇，属于普罗万区。

## 地理
莱什罗勒（48°45'43"N, 3°20'44"E）面积11.01 平方千米，位于法国法蘭西島大區塞纳-马恩省，该省份为法国北部内陆省份，北起瓦兹省，西接埃松省、马恩河谷省、塞纳-圣但尼省和瓦兹河谷省，南至卢瓦雷省，东南接约讷省，东临马恩省和奥布省，东北接埃纳省。
与莱什罗勒接壤的市镇（或旧市镇、城区）包括：圣马尔-维约迈松、圣马丹德尚、桑西莱普罗万、塞尔讷。

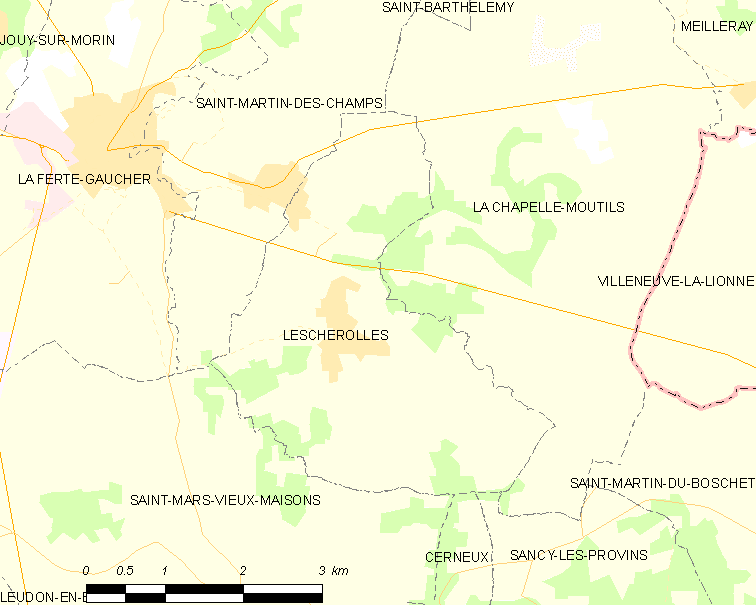
莱什罗勒的OSM定位图

莱什罗勒的时区为UTC+01:00、UTC+02:00（夏令时）。

## 行政
莱什罗勒的邮政编码为77320，INSEE市镇编码为77247。

## 政治
莱什罗勒所属的省级选区为库洛米耶县。

## 人口

1962-2008年间莱什罗勒人口变化图示

莱什罗勒于2022年1月1日时的人口数量为450人。